# Juan Jorge II de Anhalt-Dessau
El Príncipe Juan Jorge II de Anhalt-Dessau (Dessau, Alemania, 17 de noviembre de 1627 - Berlín, 7 de agosto de 1693) fue un príncipe alemán de la Casa de Ascania y gobernante del principado de Anhalt-Dessau de 1660 a 1693.
Miembro de la Sociedad Fructífera, también sirvió como Mariscal de Campo de Brandeburgo-Prusia.

## Biografía

### Primeros años
Juan Jorge era el segundo hijo varón (aunque el único superviviente) del príncipe Juan Casimiro de Anhalt-Dessau con su primera esposa Inés, hija del Landgrave Mauricio de Hesse-Kassel.

### Matrimonio
Juan Jorge contrajo matrimonio el 9 de septiembre de 1659 en Groningen con Enriqueta Catalina (La Haya, 10 de febrero de 1637 - Schloss Oranienbaum, 3 de noviembre de 1708), hija del Príncipe Federico Enrique de Orange. El matrimonio fue feliz e incluso se dijo que fue por amor. Tuvieron diez hijos.

### Reinado
Al morir su padre el 15 de julio de 1660, Juan Jorge asumió el gobierno de Anhalt-Dessau. También heredó el territorio reclamado por su familia de Aschersleben, que había sido gobernado por Brandeburgo-Prusia desde 1648.
Juan Jorge hizo su carrera militar al servicio del Ejército prusiano; el Elector Federico Guillermo lo nombró Mariscal de Campo (Generalfeldmarschall) en 1670. Después de la invasión francesa del Ducado de Cléveris perteneciente a Federico Guillermo, Juan Jorge negoció un tratado en Viena en junio de 1672 entre el emperador Leopoldo I del Sacro Imperio Romano Germánico y Federico Guillermo, por el cual cada uno se comprometía a proporcionar 12.000 soldados para asegurar las fronteras de la Paz de Westfalia y hacer frente a la agresión francesa. Juan Jorge fue elegido para dirigir la campaña, en gran medida fallida, que llevó a Georg von Derfflinger a renunciar temporalmente como protesta.
Durante la campaña contra Francia por el dominio de Alsacia en 1674, la mayor parte del ejército de Federico Guillermo se retiró a los cuarteles de invierno en Schweinfurt (Franconia). Como gobernador (Statthalter), Juan Jorge comandó las tropas que se quedaron en Brandeburgo. El rey Luis XIV de Francia convenció al rey Carlos XI de Suecia para invadir Brandeburgo; después de dispersar la pequeña fuerza de Juan Jorge, las tropas suecas se retiraron también a los cuarteles de invierno. El Príncipe de Dessau tomó parte en la campaña de represalia de Federico Guillermo en 1675, que resultó en la batalla de Fehrbellin.
En 1683 se trasladó a Passau para discutir la participación de Brandeburgo en las guerras otomanas con el emperador Leopoldo, aunque su objetivo principal era advertir sobre otra agresión francesa. El príncipe reafirmó la alianza de Brandeburgo con Austria.

### Muerte y sucesión
El Príncipe Juan Jorge murió en Berlín el 7 de agosto de 1693. Fue sucedido como príncipe de Anhalt-Dessau por su mayor hijo superviviente, Leopoldo.

## Hijos
| Nombre                                                | Nacimiento                                 | Muerte                                                          | Notas |
| ----------------------------------------------------- | ------------------------------------------ | --------------------------------------------------------------- | --- |
| Con Enriqueta Catalina de Nassau                      |                                            |                                                                 | |
| Amalie Ludovica                                       | Berlín, 7 de septiembre de 1660            | Dessau, 12 de noviembre de 1660                                 | |
| Enriqueta Amalia                                      | Cölln an der Spree, 4 de enero de 1662     | ibíd., 28 de enero de 1662                                      | |
| Federico Casimiro, Príncipe Heredero de Anhalt-Dessau | Cölln an der Spree, 8 de noviembre de 1663 | ibíd., 27 de mayo de 1665                                       | |
| Isabel Albertina                                      | Cölln an der Spree, 1 de mayo de 1665      | Dessau, 5 de octubre de 1706                                    | Abadesa de Herford 1680-1686; desposó el 30 de marzo de 1686 a Enrique de Sajonia-Weissenfels, conde de Barby     |
| Enriqueta Amalia                                      | Kleve, 26 de agosto de 1666                | Castillo de Oranienstein, Diez an der Lahn, 18 de abril de 1726 | Desposó el 26 de noviembre de 1683 al Príncipe Enrique Casimiro II de Nassau-Dietz                                |
| Luisa Sofía                                           | Dessau, 15 de septiembre de 1667           | ibíd., 18 de abril de 1678                                      | |
| María Leonor                                          | Dessau, 14 de marzo de 1671                | ibíd., 18 de mayo de 1756                                       | Desposó el 3 de septiembre de 1687 al Príncipe Jerzy Radziwiłł, Duque de Olyka.                                   |
| Enriqueta Inés                                        | Dessau, 9 de septiembre de 1674            | ibíd., 18 de enero de 1729                                      | Soltera. |
| Leopoldo I, Príncipe de Anhalt-Dessau                 | Dessau, 3 de julio de 1676                 | ibíd., 9 de abril de 1747                                       | |
| Juana Carlota                                         | Dessau, 6 de abril de 1682                 | Herford, 31 de marzo de 1750                                    | Abadesa de Herford 1729-1750; desposó el 25 de enero de 1699 al Margrave Felipe Guillermo de Brandeburgo-Schwedt. |